# The Best of Tales
『The Best of Tales』（ザ ベスト オブ テイルズ）は、2007年7月4日にバンダイナムコゲームスから発売されたゲームソフト『テイルズ オブ シリーズ』のテーマ曲コンピレーションアルバム。品番は通常盤がAVCD-23302、初回限定生産盤がAVCD-23301/B。

## 内容
収録曲は初期テイルズに関わったビーイングレーベルから3組、後期に関わったエイベックスから4組、『テイルズ オブ ファンタジア』でテーマソングを担当した吉田由香里及びよーみの各アーティストが参加している。
通常盤と初回限定生産盤の2形態同時発売で、初回限定生産盤は各ゲームのオープニング・ムービーとスクリーン・セーバーが収録されたDVDの他、同梱特典として28ページのブックレットと8種のキャラクターピンバッチが付属している。

## 収録曲

### CD
1. VS（misono） - 『テイルズ オブ ザ テンペスト』主題歌
  - 作詞 - misono / 作曲 - 西川進 / 編曲 - イズタニタカヒロ
2. TAO（Do As Infinity） - 『テイルズ オブ レジェンディア』主題歌 
  - 作詞 - 川村サイコ / 作曲 - D・A・I / 編曲 - D・A・I & Seiji Kameda
3. good night（Every Little Thing） - 『テイルズ オブ リバース』主題歌
  - 作詞 - 持田香織 / 作曲 - HIKARI / 編曲 - HIKARI & Every Little Thing
4. そして僕にできるコト（day after tomorrow） - 『テイルズ オブ シンフォニア』主題歌（PS2版）
  - 作詞 - 五十嵐充 / 作曲 - 鈴木大輔 / 編曲 - 五十嵐充、day after tomorrow
5. Starry Heavens（day after tomorrow） - 『テイルズ オブ シンフォニア』主題歌（GC版）
  - 作詞 - misono  / 作曲 - 鈴木大輔 / 編曲 - 五十嵐充、day after tomorrow
6. key to my heart（倉木麻衣） - 『テイルズ オブ デスティニー2』主題歌
  - 作詞 - 倉木麻衣 / 作曲 - 大野愛果 / 編曲 - Cybersound
7. flying（GARNET CROW） - 『テイルズ オブ エターニア』主題歌
  - 作詞 - AZUKI七 / 作曲 - 中村由利 / 編曲 - 古井弘人
8. 夢は終わらない 〜こぼれ落ちる時の雫〜（よーみ） - 『テイルズ オブ ファンタジア』主題歌（PS、PSP版） 
  - 作詞 - 藤林聖子 / 作曲 - 関口敏行 / 編曲 - 坂本昌之
9. 夢であるように（DEEN） - 『テイルズ オブ デスティニー』主題歌
  - 作詞 - 池森秀一 / 作曲 - DEEN / 編曲 - 池田大介
10. 夢は終わらない 〜こぼれ落ちる時の雫〜（吉田由香里） - 『テイルズ オブ ファンタジア』主題歌（SFC版）
  - 作詞 - 藤林聖子 / 作曲 - 関口敏行 / 編曲 - 岩崎文紀

### DVD（初回限定生産盤のみ）
GAME OPENING MOVIE
1. Tales of the Tempest -The Best of Tales SPECIAL EDIT-
2. Tales of Legendia
3. Tales of Rebirth
4. Tales of Eternia
5. Tales of Symphonia
6. Tales of Symphonia
7. Tales of Destiny 2
8. Tales of Destiny
9. Tales of Phantasia

SPECIAL SCREEN SAVER
1. Heroes of the Tales
2. Heroines of the Tales